# Twellbach
Der Twellbach ist ein Bach auf dem Gebiet der kreisfreien Stadt Bielefeld in Nordrhein-Westfalen.
Er entspringt in der Nähe des Golfclubs Dornberg und mündet nach ca. 1,5 km in den Johannisbach, den Oberlauf der Aa.